# 乔治·艾蒂安·卡地亚爵士国家历史遗址

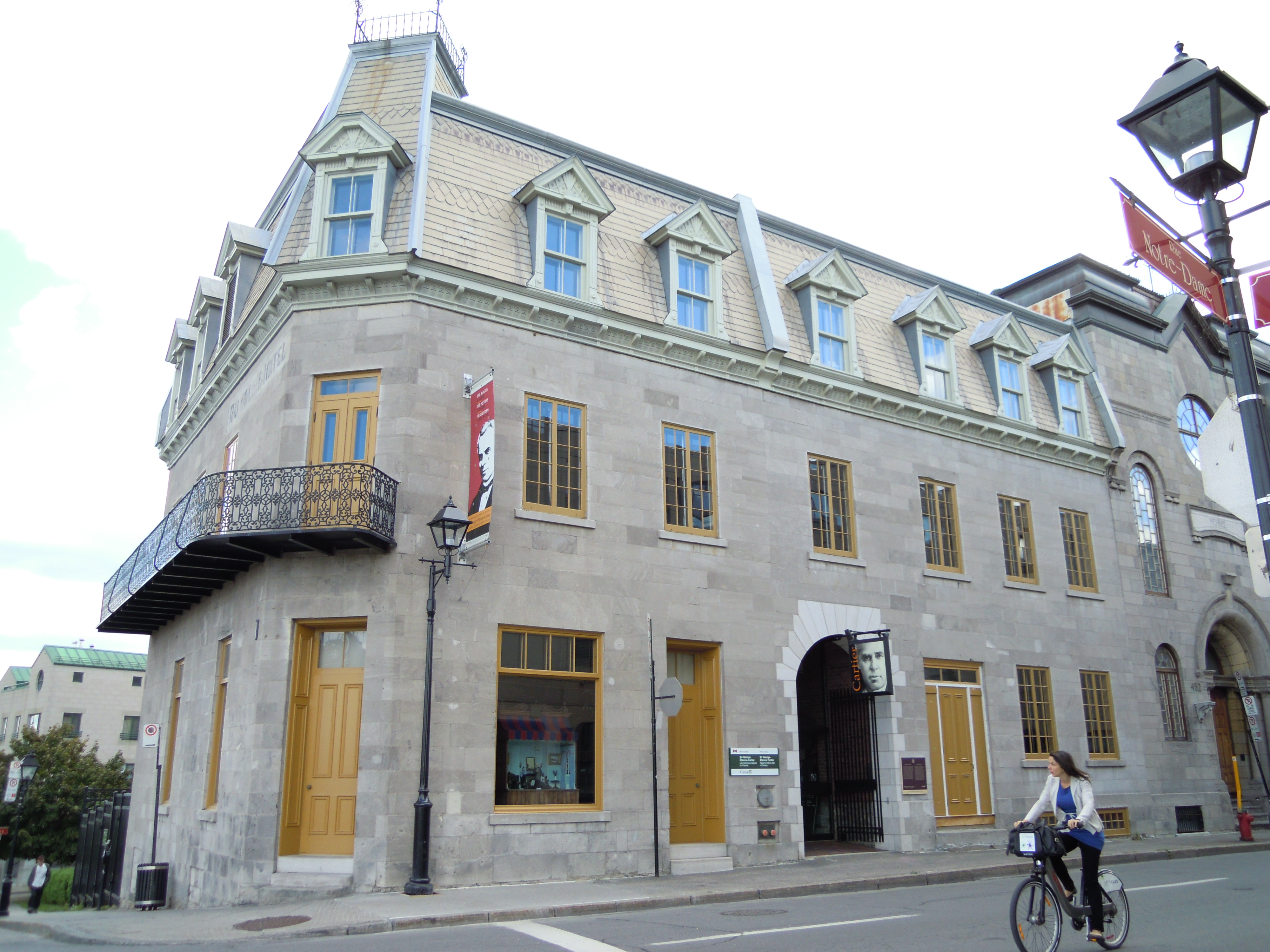
乔治·艾蒂安·卡地亚爵士国家历史遗址

乔治·艾蒂安·卡地亚爵士国家历史遗址（Sir George-Étienne Cartier National Historic Site）是蒙特利尔旧城的一处历史住宅博物馆，纪念乔治·艾蒂安·卡地亚爵士的生平和成就。 重建的卡地亚家族住宅重现了19世纪蒙特利尔中上阶层留下的建筑遗产，并有相关讲解以及戏剧表演。
它已于1964年列为加拿大国家历史遗址。